# Fu Hao (cestista)
Fu Hao (付豪S, Fù HáoP; 24 agosto 1997) è un cestista cinese.

## Carriera

### Nazionale
Nel 2022 ha disputato, con la nazionale cinese, i Campionati asiatici, terminando il torneo ai quarti di finale.